# Metalectra monopais
Metalectra monopais là một loài bướm đêm trong họ Erebidae.